# Vodopad kod Bukve
Vodopad kod Bukve nalazi se 500 metara nizvodno od izvora rijeke Janj u općini Šipovo, BiH.
Vodopad se nalazi na mjestu gdje Janj skreće na desnu stranu u manju klisuru i obrušava se preko kamene prepreke s 12 metara visine. Zanimljivo za ovaj vodopad je da je vidljiv samo s jednog uzvišenja.
Geomorfološki je spomenik prirode.